# Olaf Dufseth
Olaf Dufseth (19. december 1917 i Vang i Hedmark – 22. september 2009 i Rena) var en norsk kombineretløber og langrendsløber. Han repræsenterede Vang Skiløperforening.
Dufseth deltog under vinter-OL for Norge i 1948 i St. Moritz med en 8.- plads i Kombineret og en 18.-plads i 18 km. 